# US Indoor Championships 1976
US Indoor Championships 1976 - жіночий тенісний турнір, що проходив на закритих кортах з килимовим покриттям Omni в Атланті (США). Проходив у рамках Colgate Series 1976. Відбувсь ушісдесятвосьме і тривав з 13 вересня до 19 вересня 1976 року. Друга сіяна Вірджинія Вейд здобула титул в одиночному розряді й отримала за це 14 тис. доларів США.

## Фінальна частина

### Одиночний розряд
Вірджинія Вейд —  Бетті Стов 5–7, 7–5, 7–5

### Парний розряд
Розмарі Казалс /  Франсуаза Дюрр —  Бетті Стов /  Вірджинія Вейд 6–0, 6–4

## Розподіл призових грошей
| Дисципліна       | П       | F      | ПФ     | ЧФ     | 1/8  | 1/16 | 1/32 |
| Одиночний розряд | $14,000 | $7,000 | $3,375 | $1,600 | $900 | $500 | $350 |